# Damernas 5 000 meter i hastighetsåkning på skridskor vid olympiska vinterspelen 2010
Damernas 5 000 meter i hastighetsåkning på skridskor under de olympiska vinterspelen 2010 i Vancouver, Kanada, hölls i Richmond Olympic Oval den 24 februari 2010.

## Rekord
Före tävlingen gällde följande världsrekord och olympiskt rekord:
| Världsrekord     | Martina Sáblíková (CZE) | 6:45,61 | Salt Lake City, USA | 11 mars 2007     |
| Olympiskt rekord | Claudia Pechstein (GER) | 6:46,91 | Salt Lake City, USA | 23 februari 2002 |

## Medaljörer
| Gren        | Guld                       | Guld    | Silver                     | Silver  | Brons               | Brons   |
| 5 000 meter | Martina Sáblíková Tjeckien | 6.50,92 | Stephanie Beckert Tyskland | 6.51,39 | Clara Hughes Kanada | 6.55,73 |

## Resultat
| Placering | Par | Bana | Namn                   | Land          | Tid     | Tid bakom | Noteringar |
| --------- | --- | ---- | ---------------------- | ------------- | ------- | --------- | ---------- |
| 1         | 8   | i    | Martina Sáblíková      | Tjeckien      | 6:50,92 | 0,00      | TR         |
| 2         | 7   | i    | Stephanie Beckert      | Tyskland      | 6:51,39 | +0,47     |            |
| 3         | 5   | o    | Clara Hughes           | Kanada        | 6:55,73 | +4,81     |            |
| 4         | 8   | o    | Daniela Anschütz-Thoms | Tyskland      | 6:58,64 | +7,72     |            |
| 5         | 6   | o    | Maren Haugli           | Norge         | 7:02,19 | +11,27    |            |
| 6         | 7   | o    | Kristina Groves        | Kanada        | 7:04,57 | +13,65    |            |
| 7         | 5   | i    | Masako Hozumi          | Japan         | 7:04,97 | +14,05    |            |
| 8         | 3   | i    | Jilleanne Rookard      | USA           | 7:07,48 | +16,56    |            |
| 9         | 6   | i    | Shiho Ishizawa         | Japan         | 7:12,23 | +21,31    |            |
| 10        | 2   | i    | Jorien Voorhuis        | Nederländerna | 7:13,27 | +22,35    |            |
| 11        | 4   | i    | Elma de Vries          | Nederländerna | 7:16,68 | +25,76    |            |
| 12        | 1   | o    | Cindy Klassen          | Kanada        | 7:22,09 | +31,17    |            |
| 13        | 2   | o    | Svetlana Vysokova      | Ryssland      | 7:23,33 | +32,41    |            |
| 14        | 4   | o    | Cathrine Grage         | Danmark       | 7:23,83 | +32,91    |            |
| 15        | 1   | i    | Maria Lamb             | USA           | 7:25,15 | +34,23    |            |
| 99        | 3   | o    | Katrin Mattscherodt    | Tyskland      | DSQ     |           |            |